# Łagiewniki Wielkie
Łagiewniki Wielkie (niem. Groß-Lagiewnik) – wieś w Polsce położona w województwie śląskim, w powiecie lublinieckim, w gminie Pawonków.
| SIMC    | Nazwa        | Rodzaj    |
| ------- | ------------ | --------- |
| 0142214 | Ameryka      | część wsi |
| 0142220 | Dębina       | część wsi |
| 0142237 | Grabina      | część wsi |
| 0142243 | Kolonia      | część wsi |
| 0142250 | Osiedle Nowe | część wsi |
| 0142266 | Pietruchowe  | część wsi |
| 0142272 | Wilkowe      | część wsi |

W latach 1975–1998 miejscowość administracyjnie należała do województwa częstochowskiego.

## Nazwa
W 1295 w kronice łacińskiej Liber fundationis episcopatus Vratislaviensis (pol. Księga uposażeń biskupstwa wrocławskiego) miejscowość wymieniona jest jako Lagefnik, Lagesnik we fragmencie Lagefnik [Hs. Lagesnik.] polonico.
Nazwa wywodzi się od staropolskiej nazwy zawodu Łagiewnika czyli rzemieślnika wytwarzającego naczynia klepkowe. Heinrich Adamy swoim dziele o nazwach miejscowości na Śląsku wydanym w 1888 roku we Wrocławiu wymienia jako najstarszą zanotowaną nazwę miejscowości Lagiewnice podając jej znaczenie „Bottcherdorf” czyli po polsku „Wieś bednarzy”.

## Historia
Od końca XVIII w. wieś posiadała własną pieczęć gminną, na której wizerunku przedstawiono  drzewo o trzech konarach bez liści i zwrócony ku niemu wspięty lew.